# انجمن سینمایی آمریکا
انجمن سینمایی آمریکا یا انجمن تصاویر متحرک آمریکا (به انگلیسی: Motion Picture Association of America) (به اختصار: MPAA) سازمانی سینمایی در ایالات متحدهٔ آمریکا است که از پنج استودیو بزرگ فیلم‌سازی جهان موسوم به «بیگ فایو» (Big Five) (استودیو سینمایی والت دیزنی، پارامونت پیکچرز، یونیورسال استودیوز، برادران وارنر، سونی پیکچرز)  و سرویس استریم نتفلیکس تشکیل شده است. انجمن سینمایی آمریکا دارای دفاتری در واشینگتن، دی.سی. و لس آنجلس است.

## درجه‌بندی فیلم‌ها
انجمن سینمایی آمریکا مسئول کنترل محتوا و درجه‌بندی فیلم‌ها در سرتاسر آمریکاست. سیستم کنترل محتوا در نوامبر ۱۹۶۸ معرفی شده و از ابتدا قرار بود فیلم‌ها را به ۴ دسته تقسیم‌بندی کند. درجه‌بندی فیلم‌ها هم‌اکنون در ۵ دستهٔ مختلف و به شرح جدول زیر است:
| درجه  | معنی                 | توضیح | برچسب گیشه                                                               |
| ----- | -------------------- | --- | ------------------------------------------------------------------------ |
| G     | عمومی                | تماشای فیلم توسط کودکان، دارای هیچ مورد نگران کننده برای والدین نیست.                                             | فاقد محدودیت سنی                                                         |
| PG    | والدین دقت کنند      | به والدین توصیه می‌شود که به محتوای فیلم دقت کنند.                                                                 | ممکن است برخی از بخشهای فیلم حاوی مواردی باشد که برای کودکان مناسب نیست. |
| PG-13 | والدین حتماً دقت کنند | به والدین به شدت توصیه می‌شود که به محتوای فیلم دقت کنند.                                                          | ممکن است برخی از بخشهای فیلم برای کودکان زیر ۱۳ سال نامناسب باشد.        |
| R     | محدود                | برخی از قسمتهای فیلم بزرگسالانه است. به والدین شدیدا توصیه می‌شود قبل از نمایش آن به کودکان، خود آن را بررسی کنند. | افراد زیر ۱۷ سال، نیاز به همراهی والدین یا مراقب بزرگسال دارند.          |
| NC-17 | فقط بزرگسالان        | کاملاً بزرگسالانه. کودکان و نوجوانان زیر ۱۷ سال به‌هیچ‌وجه تماشا نکنند.                                              | زیر ۱۷ سال ممنوع                                                         |

## پیوندها
- وب‌گاه رسمی